# Markus Hummel
Markus Hummel (* 9. Juni 1984 in Augsburg) ist ein deutscher Wildwasserpaddler. Als Freestyle-/Kanurodeo-Paddler tritt Hummel in Wettbewerben sowohl im C1-Boot an, in dem er seine größten Erfolge feiern konnte, als auch im K1. Seit 2001 gehört er, mit einer kurzen Unterbrechung, der Deutschen Kajak-Freestyle-Nationalmannschaft an. Zu seinen Erfolgen gehören der zweite Platz in der Eurocup-Gesamtwertung 2004, zwei erste Plätze auf einzelnen Eurocup-Wettbewerben (2006 und 2008) und der vierte Platz bei der Weltmeisterschaft 2009.
Hummel gehört dem Verein Naturfreunde Augsburg an. Er wurde ursprünglich von Prijon und später von Wavesport (beides Bootshersteller) sowie dem Paddelhersteller Kober gesponsert und fährt für das adidas-Sickline-Team, mit dem er unter anderem Filmaufnahmen in Norwegen machte und 2007 in Grönland paddelte.
Der in Augsburg wohnende und auf dem Augsburger Eiskanal trainierende Paddler unternimmt außerdem Wildwasserexpeditionen und bildet Wildwasserausbilder aus.

## Biographie

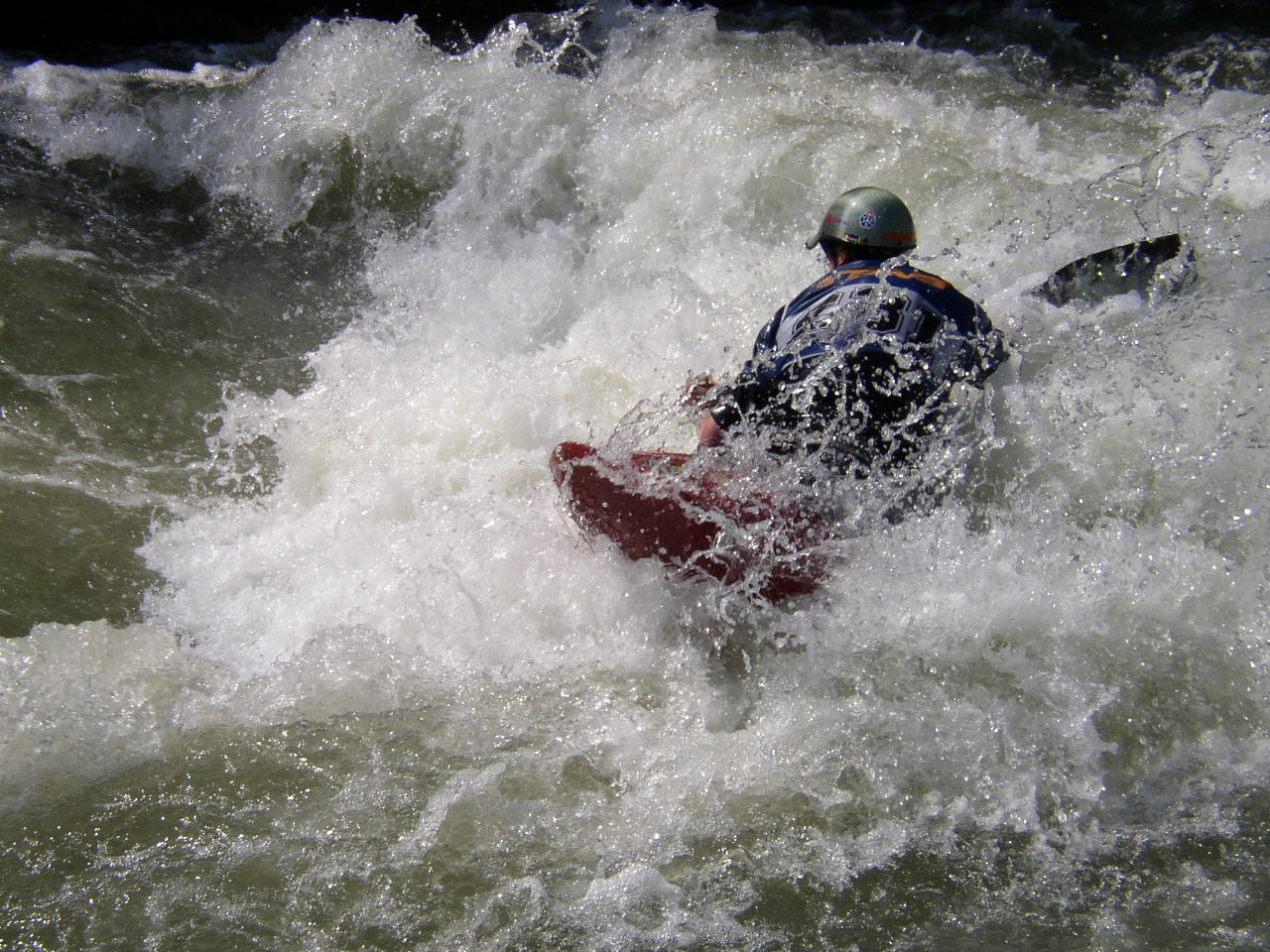
Augsburger Eiskanal, Hummels Haupt-Trainingsanlage

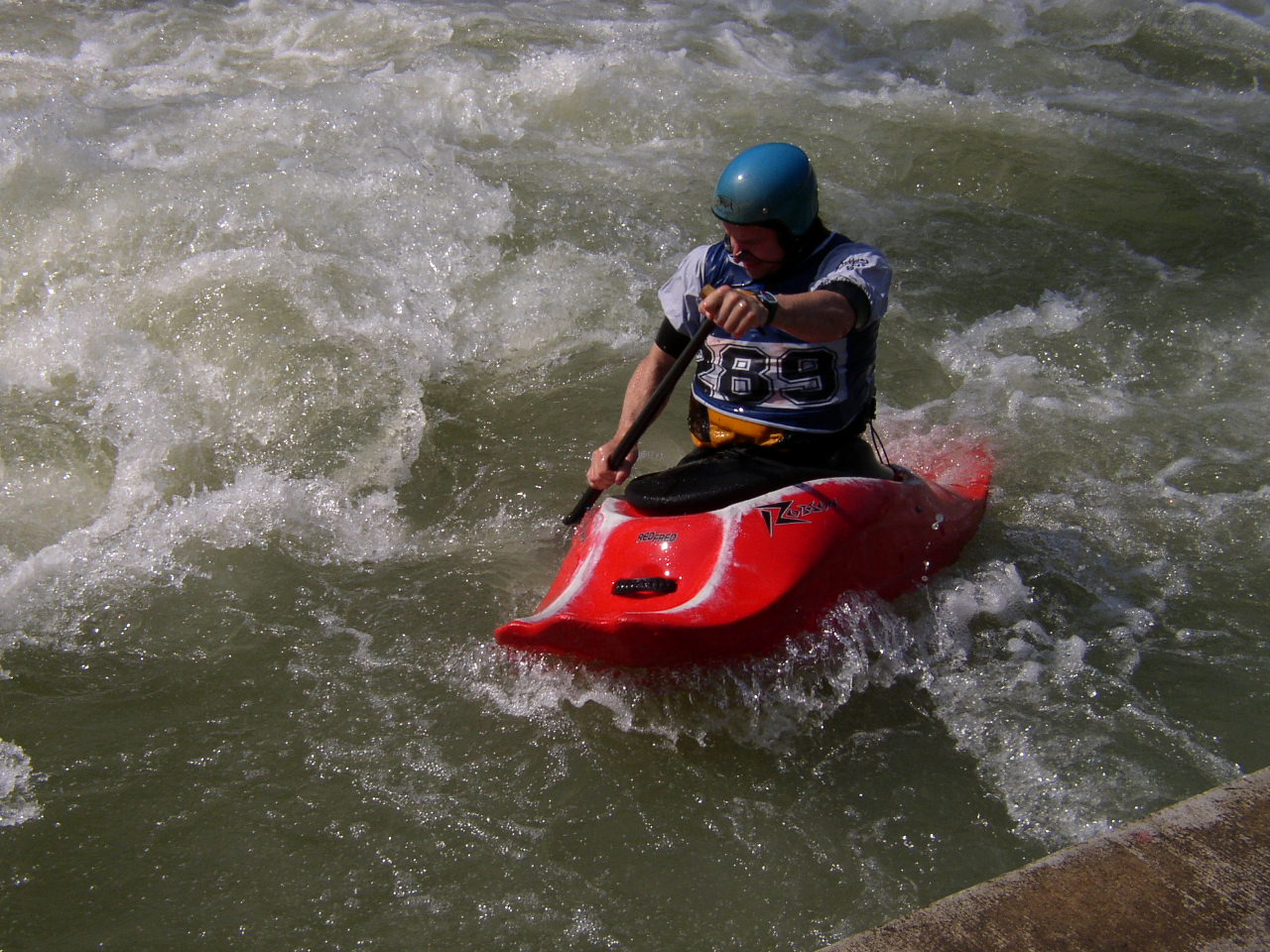
Eurocup 2006 in Augsburg: Toby Hüther, 2. Platz im C1 hinter Hummel

Als Sohn eines passionierten Paddlers begann Markus Hummel früh mit dem Kanufahren. Nachdem sein Vater ihn schon früh mit ins Boot genommen hatte, paddelte er mit 6 Jahren selbst, mit 10 Jahren folgten die ersten Wildwasserkurse. Mit 13 bekam Hummel sein erstes eigenes Boot und mit 15, als er mit dem Kanurodeo begann, ein Rodeoboot (K1). Mit 16 Jahren erreichte Hummel bei seinem ersten Wettbewerb den zweiten Platz der unter 16-Jährigen auf dem Augsburger Eiskanal. Anschließend bekam er sein erstes Boot gesponsert, von Prijon.
Nach der Schule absolvierte Hummel erfolgreich eine Tischlerlehre. Mit 18 Jahren machte Hummel den Ausbilderschein für Wildwasserkanuten. Er paddelte unter anderem in Korsika, der Schweiz, Österreich, Norwegen und, nach Abschluss der Lehre, vier Monate in Neuseeland. Außerdem nahm er an der Weltmeisterschaft in Sydney teil. 2003 begann Hummel, auch C1 zu paddeln, d. h. in einem Kajak, das wie ein Kanadier auf den Knien und mit einseitigem Paddel gefahren wird. 
Seinen Zivildienst leistete Hummel in Augsburg beim Roten Kreuz ab. Seit Herbst 2008 studiert er dort BWL.
Im Wettkampfsport hat Hummel seinen Bestleistungen im C1 erreicht, er tritt jedoch auch im K1 an. Hummels größte Erfolge sind bisher ein zweiter Platz bei der Eurocup-Gesamtwertung 2004 und zwei erste Plätze (2006 und 2008) in den Eurocup-Wettbewerben in Augsburg. Bei der Weltmeisterschaft 2009 wurde Hummel Vierter. Im K1 erreichte Hummel unter anderem 2007 den dritten Platz bei der deutschen Freestyle-Meisterschaft.
Hummel gehört der Kajakabteilung der Naturfreunde Deutschland (Augsburg), dem Alpinen Kajakclub und seit 2006 den Bayrischen Naturfreunden an, bei denen er Kajakausbilder/-führer ausbildet.
Hummel, dessen Lieblingsflüsse in Norwegen (untere Rauma und Store Ulla) und Neuseeland (Perth) liegen, ist vor allem im Winter auch mit Skifahren, Snowboarden, Klettern und Saunen aktiv.

## Sportliche Leistungen im Freestyle (Ausschnitt)
Hummel erreichte unter anderem folgende Erfolge:
- 2004 Deutsche Meisterschaft (C1): 2. Platz
- 2004 Eurocup, Gesamtwertung (C1): 2. Platz
- 2004 Whitewater Challenge (K1): 2. Platz
- 2005 Weltmeisterschaft (C1): 12. Platz
- 2005 Deutsche Meisterschaft (C1): 1. Platz
- 2006 Eurocup in Augsburg (C1): 1. Platz
- 2006 Europameisterschaft (in Nottingham; C1): 5. Platz
- 2006 Boater Cross: 3. Platz
- 2007 Deutsche Meisterschaft, C1: 1. Platz; K1: 3. Platz[4]
- 2008 Eurocup in Augsburg (C1): 1. Platz; Gesamtwertung: 4. Platz
- 2008 Deutsche Meisterschaft, C1: 1. Platz; K1: 5. Platz (= 1. bzw. 10. Platz Gesamtwertung)[5]
- 2009 Deutsche Meisterschaft (C1): 1. Platz
- 2009 Kajak-Freestyle-Graz (6. Juni 2009), C1: 2. Platz; K1: 14. Platz[6]
- 2009 Weltmeisterschaft (in Thun; C1): 4. Platz